# Ryszard Oborski
Ryszard Józef Oborski (ur. 2 maja 1952 w Poznaniu) – polski kajakarz, trener, medalista mistrzostw świata, olimpijczyk z Montrealu 1976 i Moskwy 1980. Występował w Posnanii i Zawiszy Bydgoszcz.

## Życiorys
Treningi rozpoczął mając trzynaście lat w Posnanii. Trenował przede wszystkim z Cyrylem Talarowskim. W 1971 uczestniczył jako junior w Mistrzostwach Świata w Belgradzie.
Był czołowym polskim kajakarzem lat 70. XX wieku. W latach 1972–1983 był siedmiokrotnym mistrzem Polski w:
- konkurencji K-1 na dystansie 10 000 metrów,
- konkurencji K-2 na dystansie 500 metrów,
- konkurencji K-4 na dystansie 1000 metrów,
- konkurencji K-4 na dystansie 500 metrów,
- konkurencji K-4 na dystansie 10 000 metrów.

Był wielokrotnym medalistą mistrzostw świata:
- złoty
  - w roku 1974 w konkurencji K-2 na dystansie 500 metrów (partnerem był Grzegorz Śledziewski),
  - w roku 1977 w konkurencji K-4 na dystansie 500 metrów i 1000 metrów (partnerami byli: Daniel Wełna, Grzegorz Kołtan, Henryk Budzicz),
- srebrny
  - w roku 1979 w konkurencji K-4 na dystansie 1000 metrów (partnerami byli: Grzegorz Kołtan, Grzegorz Śledziewski, Daniel Wełna)
  - w roku 1981 w konkurencji K-4 na dystansie 10 000 metrów (partnerami byli: Andrzej Klimaszewski, Zdzisław Szubski, Leszek Jamroziński),
- brązowy
  - w roku 1974 w sztafecie K-1 4 x 500 metrów (partnerami byli: Kazimierz Górecki, Andrzej Matysiak, Grzegorz Śledziewski) oraz w konkurencji K-4 na dystansie 10 000 metrów (partnerami byli:Kazimierz Górecki, Grzegorz Kołtan, Andrzej Matysiak),
  - w roku 1978 w konkurencji K-4 na dystansie 500 metrów (partnerami byli: Henryk Budzicz, Grzegorz Kołtan, Daniel Wełna),
  - w roku 1979 w konkurencji K-4 na dystansie 500 metrów (partnerami byli: Grzegorz Kołtan, Grzegorz Śledziewski, Daniel Wełna),
  - w roku 1983 w konkurencji K-4 na dystansie 10 000 metrów (partnerami byli: Andrzej Klimaszewski, Ireneusz Ciurzyński, Krzysztof Szczepański.

Był finalistą mistrzostw świata w roku:
- 1971 - 4. miejsce w sztafecie K-1 4 x 500 metrów,
- 1973 - 4. miejsce w sztafecie K-1 4 x 500 metrów, 6. miejsce w K-4 na dystansie 1000 metrów,
- 1974 - 4. miejsce w K-1 na dystansie 1000 metrów,
- 1978 - 7. miejsce w K-4 na dystansie 1000 metrów.

Na igrzyskach olimpijskich w roku 1976 w Montrealu wystartował w konkurencji K-2 na dystansie 500 metrów (partnerem był Grzegorz Śledziewski) gdzie polska osada odpadła w półfinale oraz w konkurencji K-4 na dystansie 1000 metrów (partnerami byli: Henryk Budzicz, Kazimierz Górecki, Grzegorz Kołtan). Polska osada zajęła 5. miejsce.
Na igrzyskach olimpijskich w roku 1980 w Moskwie wystartował w konkurencji K-4 na dystansie 1000 metrów (partnerami byli: Daniel Wełna, Grzegorz Śledziewski, Grzegorz Kołtan). Polska osada zajęła 4. miejsce.
Po zakończeniu kariery sportowej podjął pracę trenera. W latach 1997–2001 był trenerem kadry Polski juniorów.